# Agglutinine
Les agglutinines sont les anticorps permettant l'agrégation de particules (molécules organiques ou cellules) entre elles. Ce terme n'est plus utilisé en pratique transfusionnelle et est remplacé par "anticorps", ou "anti-..." et n'est plus entendu que dans l'expression "recherche d'agglutinines irrégulières", énoncée en apocope "recherche d'agglu." dont l'acronyme "R.A.I.", très souvent utilisé, signifie également "recherche d'anticorps irréguliers". En médecine reste utilisé le nom de la maladie des agglutinines froides. Le terme est également encore utilisé pour désigner les protéines participant à l'agrégation qui ne sont pas des anticorps, notamment chez les organismes ne possédant pas de système immunitaire adaptatif tels que les organismes invertébrés. 
D'autres substances que des anticorps, les lectines, d'origine végétale, en particulier, peuvent entraîner l'agglutination d'érythrocytes, et sont (ou furent) utilisées en immuno-hématologie pour la détermination de certains groupes sanguins. Il s'agit en particulier des lectines anti-A1 (Dolichos biflorus), anti-H (Ulex europaeus), Anti-N (Vicia graminea).

## Origine
Ces anticorps sont produits par l'activité du système immunitaire. Ils peuvent être produits lors de la réponse de l'organisme à une maladie infectieuse (origine "spontanée") ou lors d'une vaccination (origine artificielle).
L'agglutinogène désigne l'antigène capable de provoquer l'apparition de ces anticorps, et l'agglutination par l'interaction agglutinine/agglutinogène.
Les termes agglutinine et agglutinogène datent de l'époque de la découverte des groupes sanguins par Karl Landsteiner où l'on ignorait la nature et encore moins la structure des "substances" présentes, ou absentes, dans le plasma ou sur les globules, et qui entraînaient, ou non, leur agglutination.

## Hémagglutinines
Les hémagglutinines sont les anticorps intervenant dans l'agglutination des globules rouges. Sauf cas particulier, la recherche des anticorps anti-A et anti-B (épreuve de Simonin-Michon) est effectuée, avec l'épreuve de Beth-Vincent, lors de la détermination du groupe sanguin dans le système ABO. Il s'agit également des anticorps irréguliers recherchés avant toute transfusion ou pendant la grossesse.